# Stenopogon cressius
Stenopogon cressius là một loài ruồi trong họ Asilidae. Stenopogon cressius được Tomasovic miêu tả năm 2005. Loài này phân bố ở vùng Cổ Bắc giới.